# Lijst van voetbalinterlands Angola - Equatoriaal-Guinea
Deze lijst van voetbalinterlands is een overzicht van alle officiële voetbalwedstrijden tussen de nationale teams van Angola en Equatoriaal-Guinea. De Afrikaanse landen speelden tot op heden vijf keer tegen elkaar. De eerste ontmoeting was een kwalificatiewedstrijd voor de Afrika Cup 1990 op 5 oktober 1988 in Luanda. Het laatste duel, een vriendschappelijke wedstrijd, werd gespeeld in Óbidos (Portugal) op 29 maart 2022.

## Wedstrijden
| № | Plaats | Datum           | Competitie                   | Wedstrijd                   | Uitslag |
| - | ------ | --------------- | ---------------------------- | --------------------------- | ------- |
| 1 | Luanda | 5 oktober 1988  | Afrika Cup 1990 kwalificatie | Angola − Equatoriaal-Guinea | 4 − 1   |
| 2 | Malabo | 16 oktober 1988 | Afrika Cup 1990 kwalificatie | Equatoriaal-Guinea − Angola | 0 − 0   |
| 3 | Malabo | 2 juli 2000     | Afrika Cup 2002 kwalificatie | Equatoriaal-Guinea − Angola | 0 − 1   |
| 4 | Luanda | 16 juli 2000    | Afrika Cup 2002 kwalificatie | Angola − Equatoriaal-Guinea | 4 − 1   |
| 5 | Óbidos | 29 maart 2022   | Vriendschappelijk            | Angola − Equatoriaal-Guinea | 0 − 0   |

## Samenvatting
| Competitie              | Totaal gespeeld | Winst Angola | Gelijk | Winst Equat.-Guinea | Doelsaldo Angola – Equat.-Guinea |
| ----------------------- | --------------- | ------------ | ------ | ------------------- | -------------------------------- |
| Afrika Cup-kwalificatie | 4               | 3            | 1      | 0                   | 9 − 2                            |
| Vriendschappelijk       | 1               | 0            | 1      | 0                   | 0 − 0                            |
| Totaal                  | 5               | 3            | 2      | 0                   | 9 − 2                            |

Wedstrijden bepaald door strafschoppen worden, in lijn met de FIFA, als een gelijkspel gerekend.

## Details

### Tweede ontmoeting
| Afrika Cup 1990 kwalificatie (Malabo, Equatoriaal-Guinea, 16 oktober 1988): |       |        |
| Equatoriaal-Guinea                                                          | 0 – 0 | Angola |
|                                                                             | goals |        |